# City Wagener

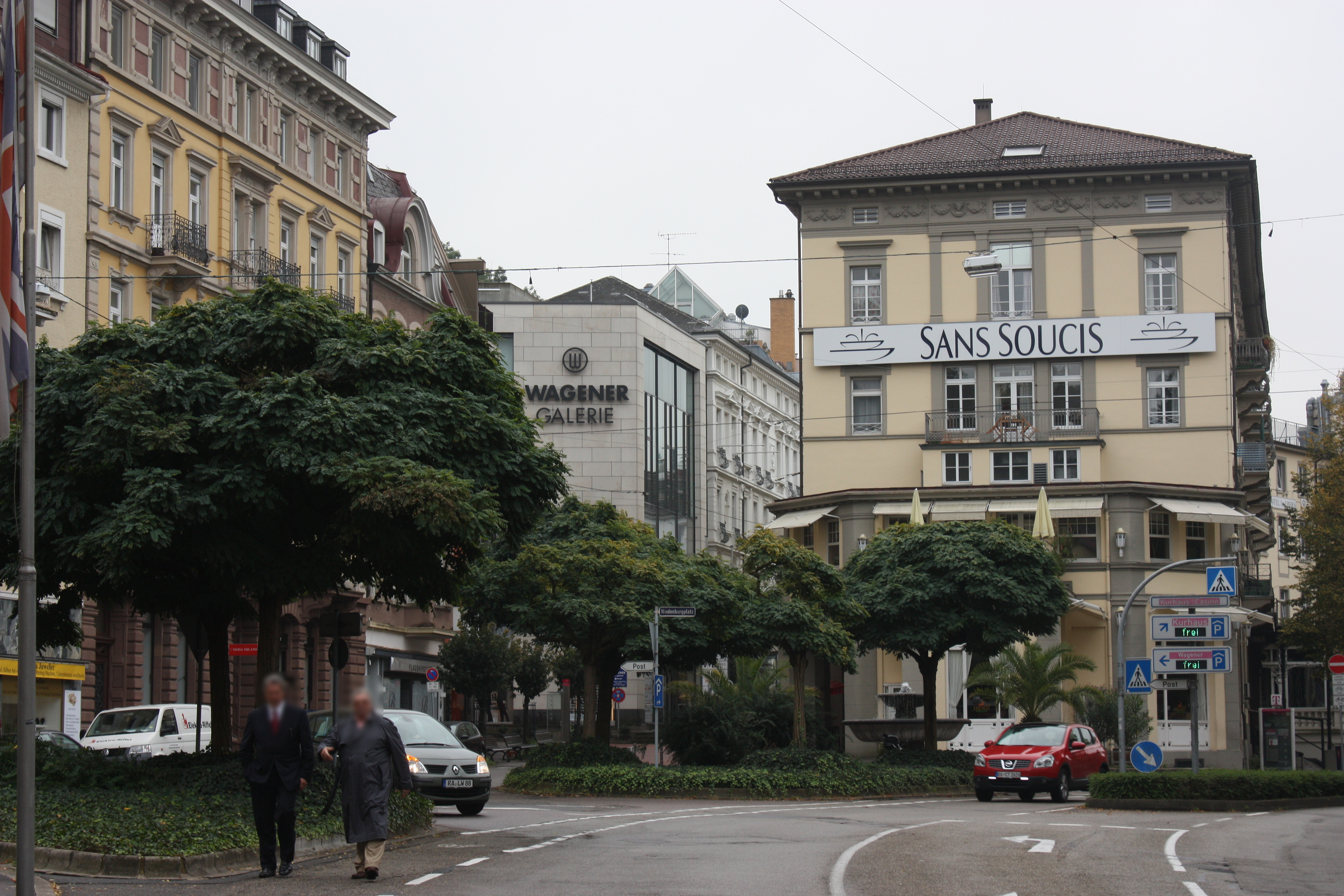
In het midden de Wagener Galerie in Baden-Baden

City Wagener was een warenhuis in de Zuid-Duitse stad Baden-Baden. Het was actief onder deze naam sinds 1993 en werd in 2006 verbouwd tot het winkelcentrum Wagener Galerie. 

## Geschiedenis
De oorsprong van City Wagener ligt in het begin van de jaren 1980. In 1981 namen Franz Bernhard Wagener en zijn vrouw Annette het warenhuis Kaufring over in de stad Gaggenau, waarmee de basis werd gelegd voor het Wagener-bedrijf. Slechts enkele jaren later, in 1984, kochten ze het failliete warenhuis Kaufstätte aan de Lange Straße 25 in het centrum van het kuuroord Baden-Baden. Dit historische gebouw werd grondig gerenoveerd en gemoderniseerd, waarna Modehaus Wagener, gespecialiseerd in modieuze kleding voor dames en heren, zijn intrek nam.
Op 1 januari 1993 werden een aantal kleine onrendabele Horten-filialen afgesplitst en verkocht aan Kaufring, Hieronder bevond zich het filiaal aan de Lange Straße 44 met 6.000 m² aan verkoopruimte en een eigen parkeergarage met 500 parkeerplaatsen. Kaufring transformeerde het filiaal in een J.Gg. Rupprecht-filiaal. De J.Gg. Rupprecht-warenhuizen werden nooit winstgevend en op 1 februari 1995 werd het gebouw met de parkeergarage overgenomen door echtpaar Wagener. Het assortiment bleef dat van een warenhuis inclusief een grote delicatessenafdeling. Om het voor klanten te onderscheiden, kreeg deze winkel de naam City-Wagener. De kleinere, eerste winkel in Baden-Baden, die het echtpaar Wagener al bezat, werd in de daaropvolgende jaren geleidelijk uitgebreid tot een modezaak voor dames en heren en handelt sindsdien onder de naam Mode Wagener. In 2002 werd de modewinkel getroffen door een grote brand. Dankzij snelle renovatie was het gebouw al na vier maanden hersteld en weer geopend voor het publiek, waarbij het oorspronkelijke karakter van het historische pand behouden bleef.
In 2006 werd het City-Wagener volledig verbouwd tot de moderne Wagener Galerie. Deze herontwikkeling, in samenwerking met architectenbureau Kühnl + Schmidt, resulteerde in een binnenstedelijk, transparant winkelcentrum met grote glaspartijen. Hiermee werd de oppervlakte uitgebreid tot 9.400 m² winkeloppervlak. Naast een ruime markthal ontstond er plaats voor een breed aanbod aan winkels en diensten. De Wagener Galerie huisvest o.a. Drogerie Müller en WMF en de Markthalle, waar regionale en internationale delicatessen worden verkocht. In 2024 werd een filiaal van boekhandelsketen Thalia geopend in 2024.
Het oorspronkelijke Modehaus Wagener verkoopt mode van designermerken in het hoge en premium segment. Daarnaast is er een luxe winkel geopend onder de naam Callisto Wagener met merken als Dior, Prada en Saint Laurent). Wagener is de grootste particuliere winkelonderneming in Baden-Baden. 